# عمارة معاصرة
العمارة المعاصرة تعتبر الهندسة المعمارية للقرن الحادي والعشرين، ولا يوجد لها نمط ثابت أو مهيمن. المهندسين المعماريين المعاصرين يعملون في اثني عشر نمطا مختلفاً، من بعد الحداثة وتكنولوجيا الهندسة المعمارية الفائقة إلى أنماط معبرة للغاية، تشبه النحت على نطاق واسع. إن الأساليب والنهج المختلفة ترتبط ارتباط وثيق باستخدام التكنولوجيا المتقدمة جدا ومواد البناء الحديثة: مثل الانبوب الإنشائي الذي يسمح ببناء المباني التي هي أطول وأخف وزنا وأقوى من التي كانت في القرن العشرين، واستخدام التقنيات الجديدة في التصميم بمساعدة الحاسوب، مما سمح بتصميم المباني وتصميمها على الحواسيب في ثلاثة أبعاد، وبنائها بمزيد من الدقة والسرعة.
تم تصميم المباني المعاصرة ليتم ملاحظتها والاندهاش بها، وبعضها يتميز بهياكل خرسانية مغطاة باللواح زجاجية أو  الومنيوم، وواجهات غير منتظمة وغير متناظرة، والكابولي الذي أصبح يعلق فوق الشارع. ناطحات سحاب ملتوية أو كسر في الكريستال ممكن ان يشبه بالأوجه، وتم تصميم الواجهات لوميض أو تغيير في الألوان حسب الأوقات المختلفة خلال اليوم.
كانت المعالم الرئيسية للهندسة المعمارية الحديثة في القرن العشرين تتركز في الولايات المتحدة وأوروبا الغربية، أما خلال فترة العمارة المعاصرة العالمية ; تم بناء مبان جديده هامه ومميزة في الصين وروسيا وأمريكا اللاتينية، خاصة في دول الخليج في الشرق الأوسط، اذ يعتبر برج خليفة في دبي أطول مبنى في العالم في عام 2016، حيث كان برج شنغهاي في الصين ثاني أطول مبنى.
معظم معالم الهندسة المعمارية المعاصرة هي أعمال لمجموعة من المهندسين المعماريين الذين يعملون على مستوى العالم، تم تصميم العديد من قبل المهندسين المعمارين المشهورين في اواخر القرن العشرين، ومنهم ماريو بوتا وفرانك جيري  وجان نوفيل ونورمان فوستر وإيوه مينغ بي ورينزو بيانو، ومنهم جيل جديد ولد أثناء أو بعد الحرب العالمية الثانية، ومنهم زها حديد وسانتياغو كالاترافا ودانيال ليبيسكيند وجاك هيرزوغ وبيير دي ميورون وريم كولهاس وشيجيرو بان. وهناك مشاريع أخرى قامت بها شركات معمارين مثل اونستوديو وسانا ووكالات عملاقة متعددة الجنسيات مثل سكيدمور وأوينغز وميريل مع ثلاثين مهندس معماري وفرق كبيرة من المهندسين والمصممين مع 5000 موظف في 16 بلد.

## قاعات الحفلات الموسيقية
صمم سانتياغو كالاترافا دار أوبرا تينيريفي وهي قاعة الحفلات في تينيريفي، المدينة الرئيسية لجزر الكناري، بجناح يشبه القشرة من الخرسانة المسلحة. تلمس القشرة الأرض عند نقطتين فحسب.
تعد قاعة حفلات والت ديزني في لوس أنجلوس (2003) واحدة من الأعمال الرئيسية التي قام بها المعماري الكاليفورني فرانك جيري. الخارج مصنوع من الفولاذ المقاوم للصدأ، يتشكل مثل أشرعة القوارب الشراعية. التصميم الداخلي على طراز الكرم، ويحيط الجمهور بالمسرح. صمم جيري مجموعة مثيرة من أنابيب في قلب المشروع لتكمل النمط الخارجي للمبنى.
يعتبر كاسا دي ميوزكا في بورتو، البرتغال، من تصميم المعماري الهولندي ريم كولهاس (2005) فريدًا بين قاعات الحفلات الموسيقية في وجود جدارين مصنوعين بالكامل من الزجاج. كتب نيكولاي أوروسوف، الناقد المعماري من صحيفة نيويورك تايمز: «شكل الخرسانة المنحوت في المبنى، الذي يرتكز على سجادة من الحجر المصقول، يشير إلى قنبلة على وشك الانفجار. أعلن أنه في أصالته كان من أهم قاعات الحفلات الموسيقية التي بنيت في الـ 100 عام الماضية». تقع ضمن نفس الترتيب لقاعة حفلات والت ديزني، في لوس أنجلوس، وفيلهارموني برلين.

## ناطحات السحاب
ظهرت ناطحة السحاب (عادةً ما تُعرّف على أنها مبنى يزيد ارتفاعه عن 40 طابقًا)  لأول مرة في شيكاغو في تسعينيات القرن التاسع عشر، وكانت إلى حد كبير على الطراز الأمريكي في منتصف القرن العشرين، ولكن في القرن الحادي والعشرين وُجدت ناطحات السحاب في كل مدينة كبيرة تقريبًا في كل قارة. طُورت تقنية إنشاءات جديدة، وهي هيكل الأنبوب المؤطر، لأول مرة في الولايات المتحدة في عام 1963 بواسطة المهندس الإنشائي فضل الرحمن خان من المكتب المعماري «سكيدموري، أوينغس وميريل»، والذي سمح ببناء المباني الشاهقة، إذ كانت بحاجة إلى عدد أقل من الجدران الداخلية، ومساحات أكبر للنوافذ، ويمكن أن تقاوم بشكل أفضل القوى الجانبية، مثل الرياح القوية.
برج خليفة في دبي، الإمارات العربية المتحدة هو أطول مبنى في العالم، ويبلغ ارتفاعه 829.8 م (2722 قدمًا). بدأ بناء برج خليفة في عام 2004، وانتهى من الخارج بعد 5 سنوات في عام 2009. الهيكل الأساسي هو الخرسانة المسلحة. صمم برج خليفة من قبل أدريان سميث، ثم من «سكيدموري، أوينغس وميريل». كان أيضًا المعماري الرئيسي في برج جين ماو، وبرج بيرل ريفر، وفندق وبرج ترامب الدولي.

## المباني السكنية
الاتجاه في العمارة السكنية المعاصرة، ولا سيما في إعادة بناء الأحياء القديمة في المدن الكبيرة، هو برج عمارات فاخرة، يتضمن شققًا باهظة الثمن للبيع صمتت من قبل «معماريين نجوم»، أي المعماريين المشهورين دوليًا. لا ترتبط هذه المباني كثيرًا بعمارة الحي المجاور لها، ولكنها تتميز مثل الأعمال المميزة لمهندسيها.
دانيال ليبسكيند (مواليد 1946)، ولد في بولندا ودرس العمارة ودرسها ومارسها في الولايات المتحدة. في عام 2016 كان أستاذًا للعمارة في جامعة كاليفورنيا في لوس أنجلوس، وهو معروف كثيرًا بكتاباته مثل عمارته؛ كان مؤسس الحركة المسماة العمارة التفكيكية. اشتهر بمتاحفه، وقام أيضًا ببناء مجمع بارز من المباني السكنية في سنغافورة (2011)، وذا أسينت أت رويبلنغ بريدج، وهو مبنى سكني مكون من 22 طابقًا في كوفينجتون، كنتاكي (2008). اسم هذا الأخير مأخوذ من جسر رويبلنغ المعلق القريب على نهر أوهايو، لكن هيكل بناء الوحدات السكنية الفاخرة معاصر للغاية، ينحدر إلى أعلى مثل كابلات الجسر حتى يصل إلى قمة، وبحافة حادة، ويميل إلى الخارج قليلًا مع ارتفاع المبنى.

## المعارض

The Quadracci Pavilion of the متحف الفن الميلووكي in ميلواكي (ويسكونسن), Wisconsin by سانتياغو كالاترافا (2001)
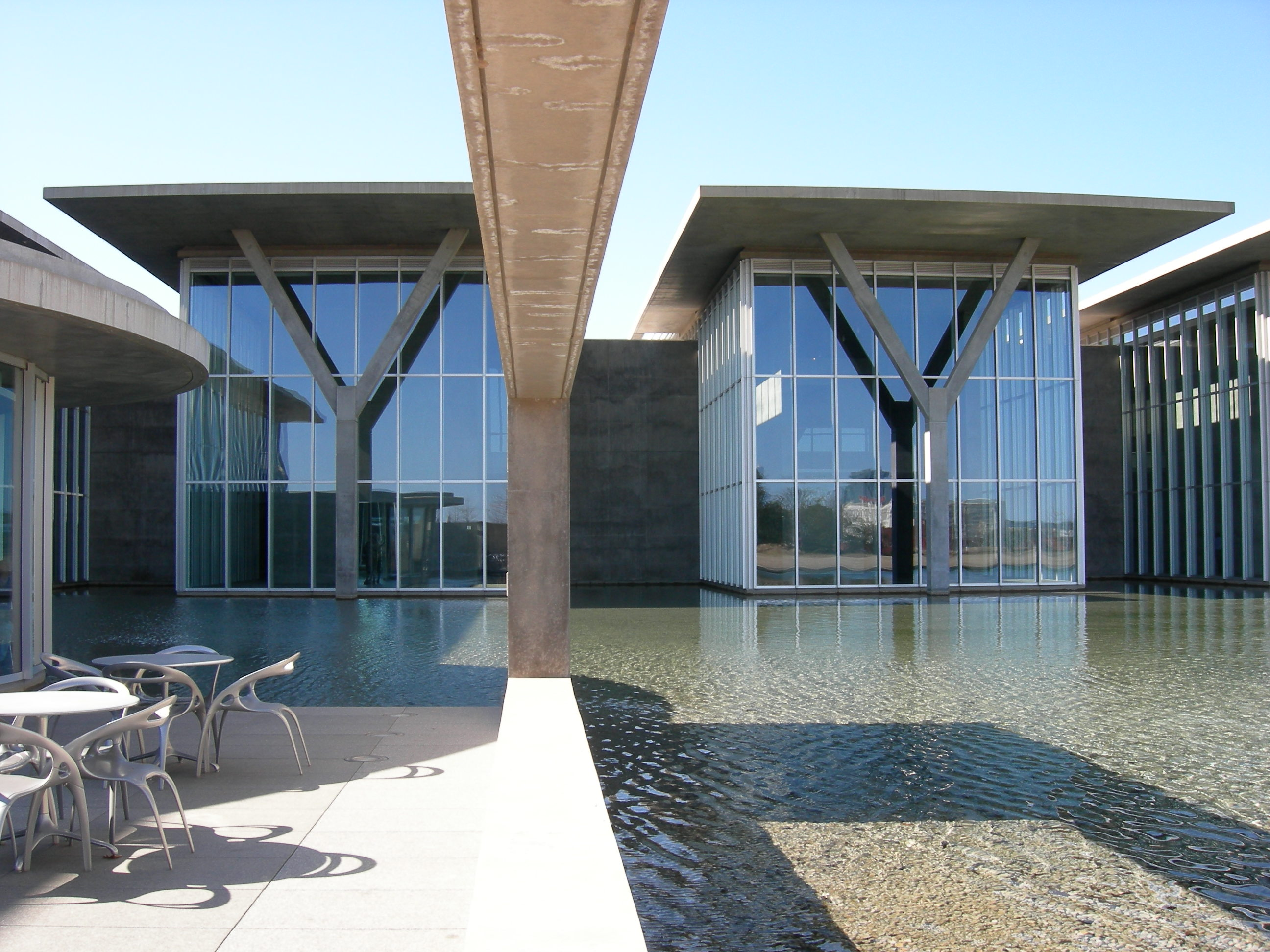
Modern Art Museum of Fort Worth، فورت وورث (تكساس), Texas by تاداو أندو (2002)
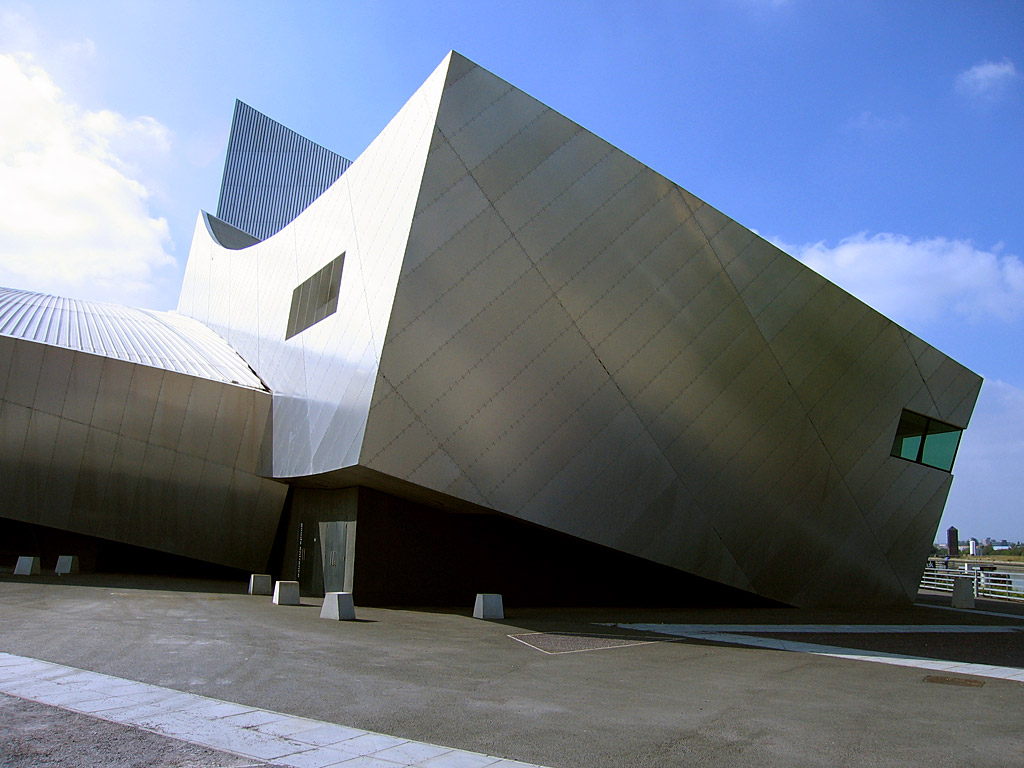
متحف الحرب الإمبراطوري الشمالي in مانشستر by دانيال ليبسكند (2002)
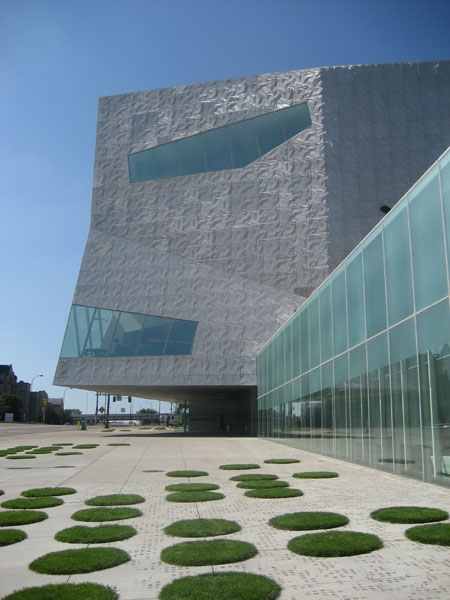
مركز ووكر للفنون in منيابولس، Minnesota by هيرتسوغ ودي مورون (2005)
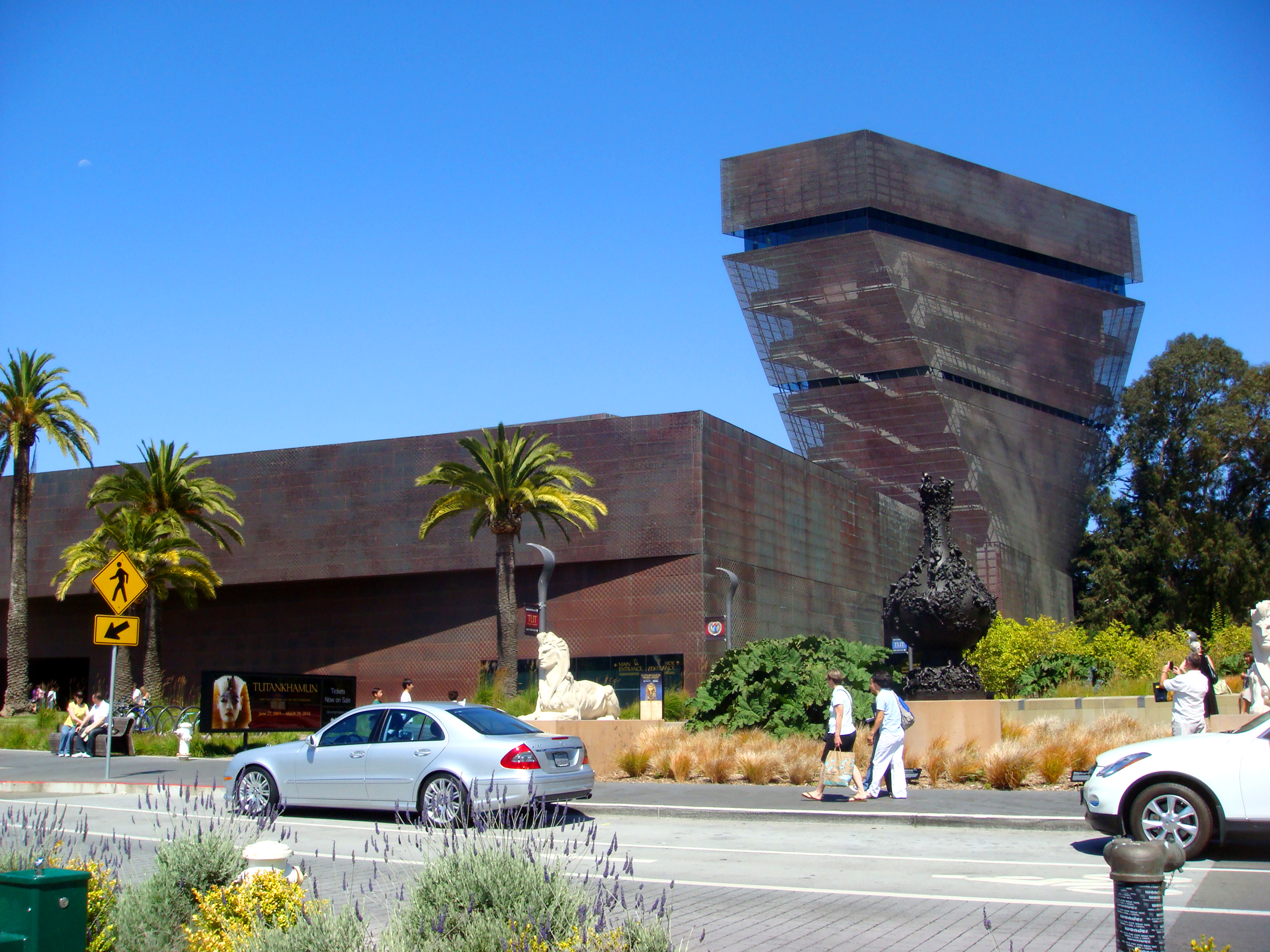
متحف دي يونغ in San Francisco by هيرتسوغ ودي مورون (2005)
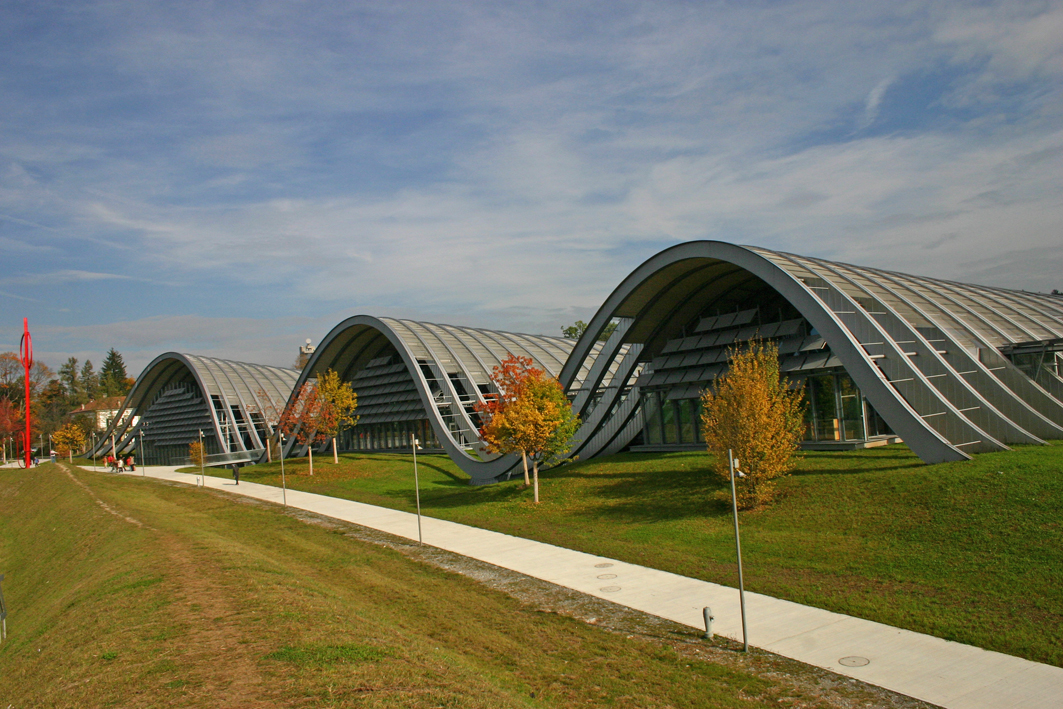
The Zentrum Paul Klee in برن، Switzerland by رينزو بيانو (2005)
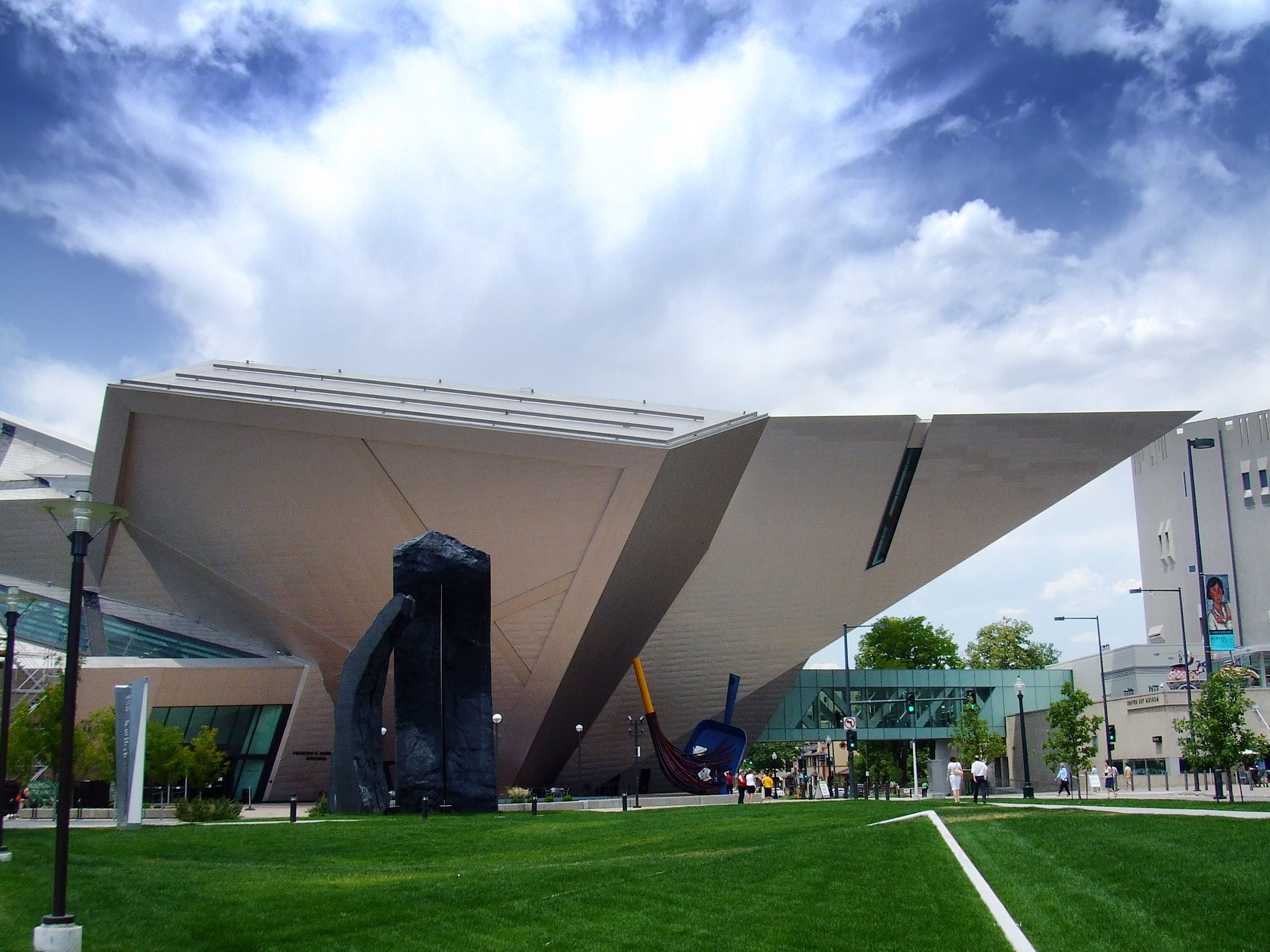
The متحف دنفر للفنون in Denver Colorado, by دانيال ليبسكند (2006)
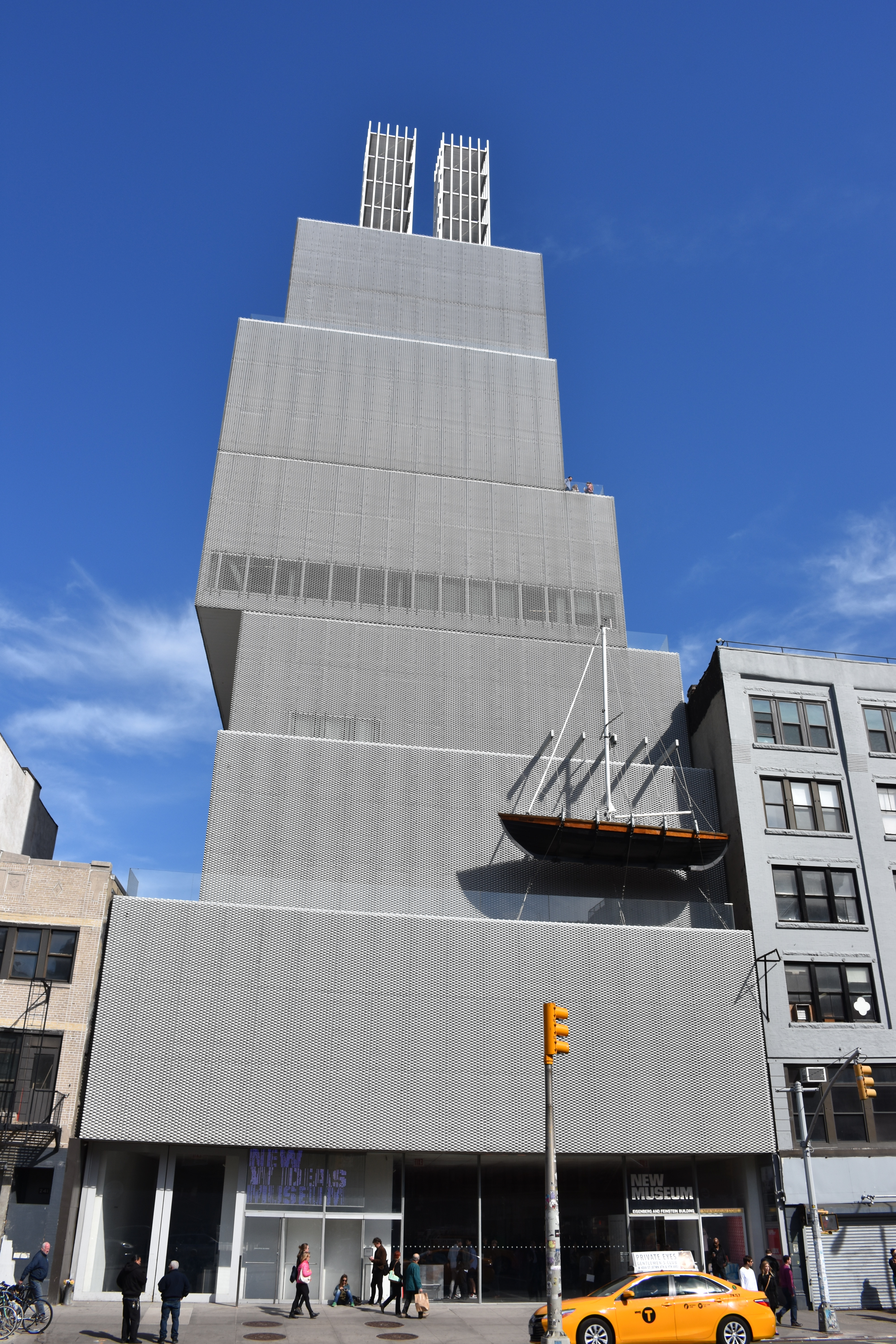
New Museum of Contemporary Art in New York City, by SANAA (2007)
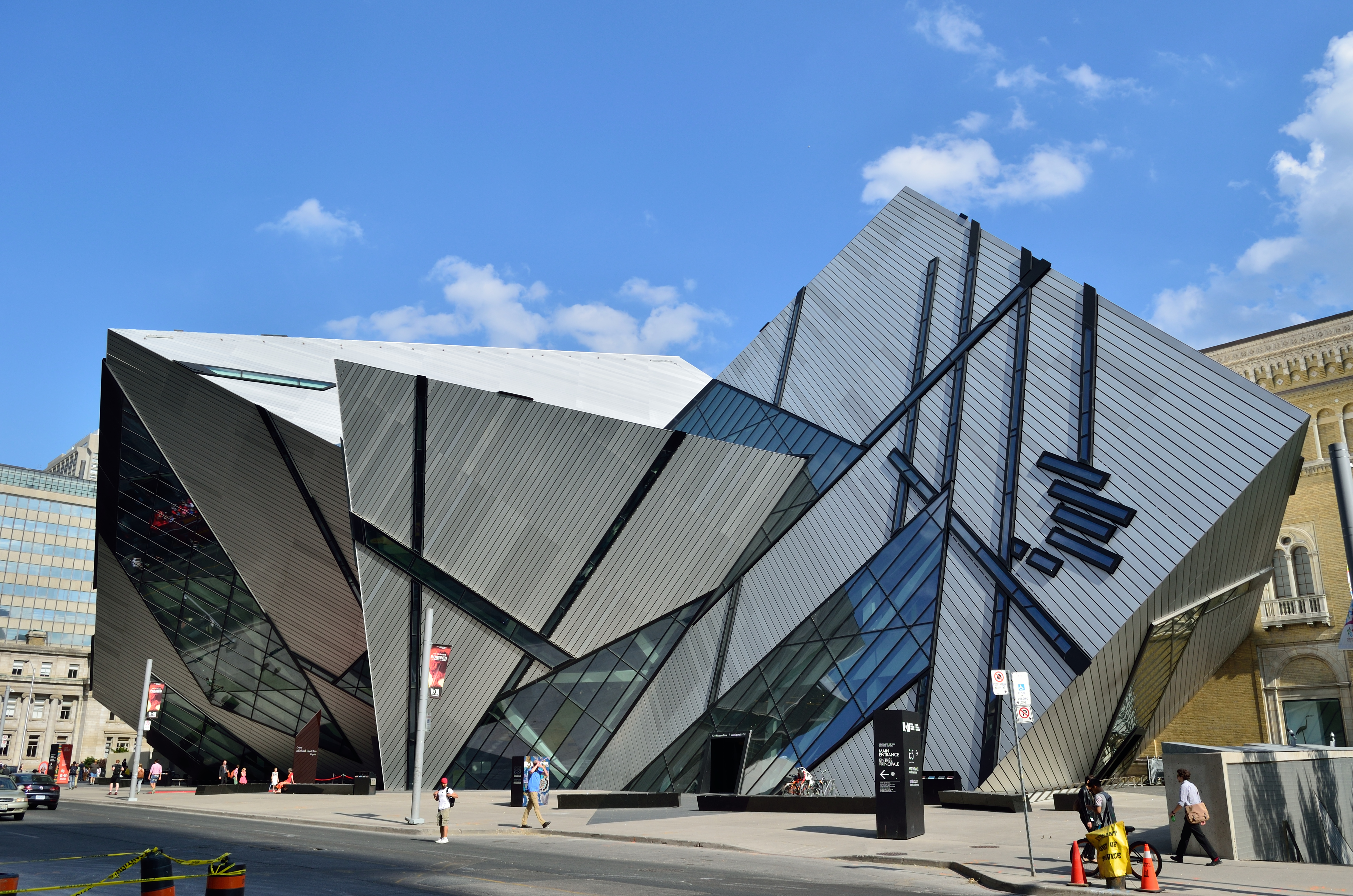
The متحف أونتاريو الملكي in تورونتو، Ontario, Canada by دانيال ليبسكند (2007)
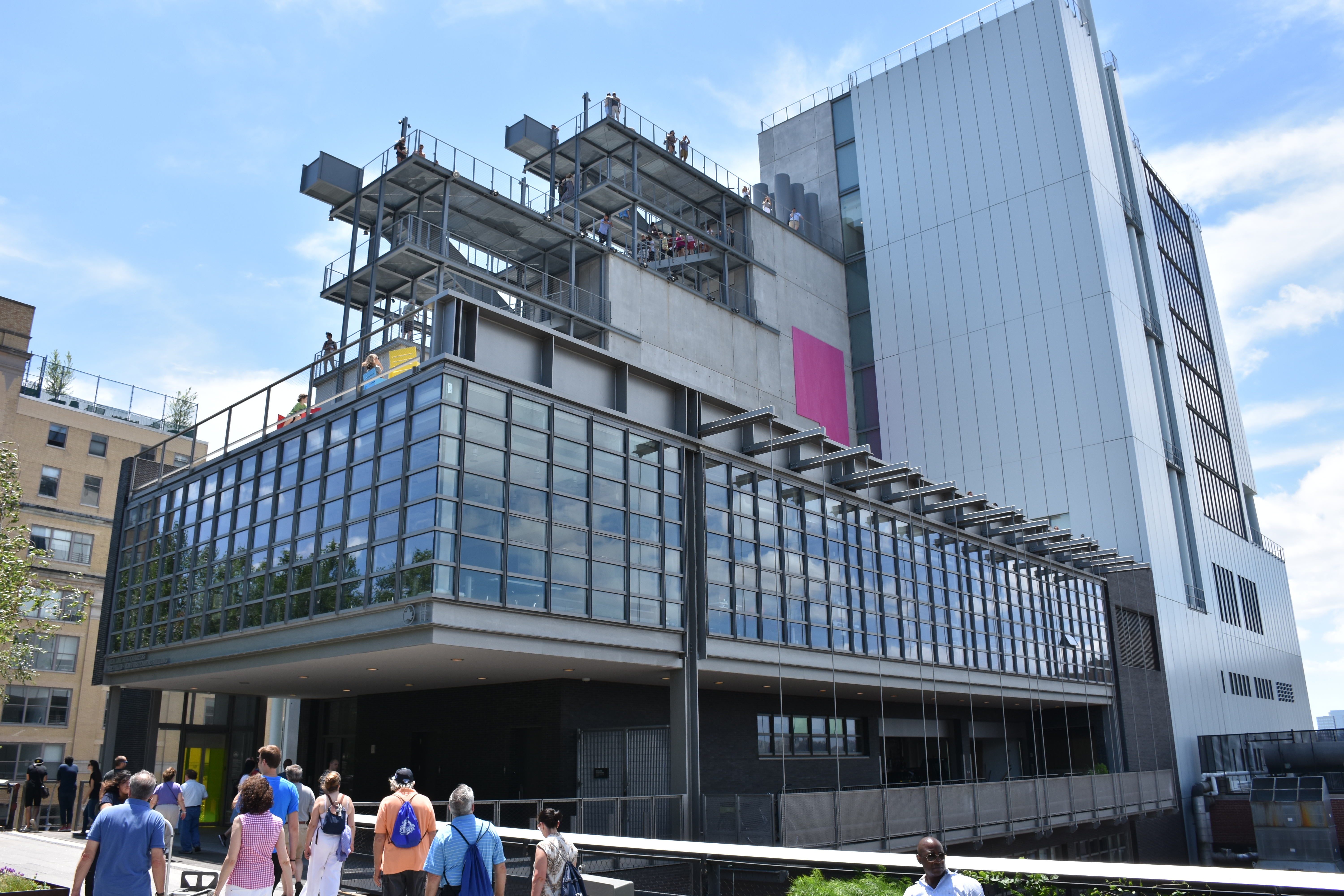
متحف ويتني للفن الأمريكي in New York City by رينزو بيانو (2015)
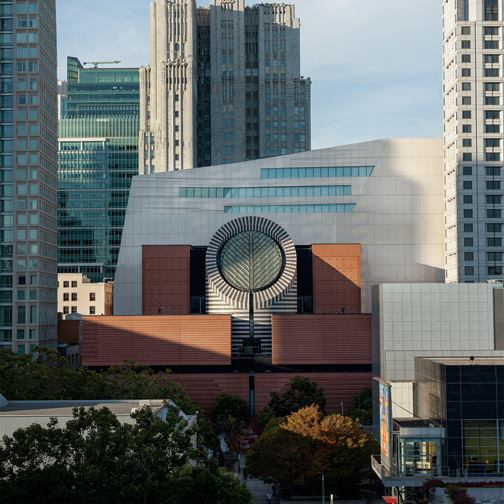
متحف سان فرانسيسكو للفن الحديث by ماريو بوتا (front) and Snøhetta {rear} (2016)
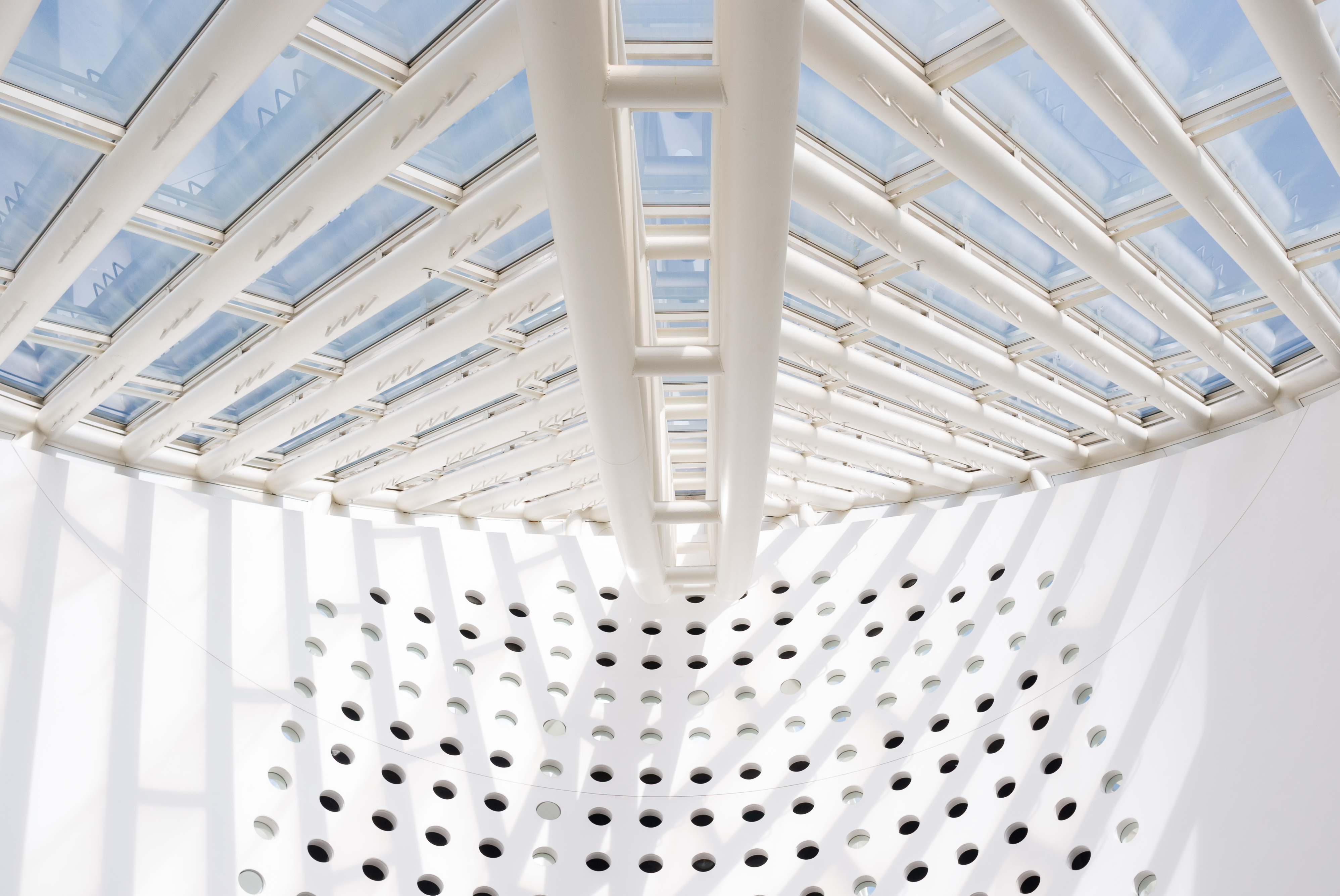
Ceiling of the متحف سان فرانسيسكو للفن الحديث by Snøhetta (2016), covered with fiber-reinforced plastic

من أكثر الأعمال المبتكره في العمارة المعاصرة هي المتاحف الفنية، والتي هي في كثير من الأحيان أمثله على الهندسة المعمارية المنحوتة، وهي أعمال من قبل مهندسيين معماريين مشهورين، فتم تصميم جناح كوادرتشي لمتحف ميلووكي للفنون في ميلووكي، ويسكونسن، من قبل المهندس المعماري الاسباني سنتياجو كالاترافا، الذي يتميز هيكله بأنه غير ثابت وأن جناحه يشبه قواطع الشمنس التي تحمي من الحرارة الذي يفتح جناحيه على طول 66 متر خلال النهار للطي على مسافة طولية، ويصبح هيكل مقوس في الليل أو أثناء سوء الأحوال الجوية

## قراءة إضافية وبيبلوغرافيا
- Bony, Anne (2012). L'Architecture Moderne (بالفرنسية). Larousse. ISBN:978-2-03-587641-6. Archived from the original on 2022-03-08.
- Poisson, Michel (2009). 1000 Immeubles et monuments de Paris (بالفرنسية). Parigramme. ISBN:978-2-84096-539-8.
- Taschen, Aurelia and Balthazar (2016). L'Architecture Moderne de A à Z (بالفرنسية). Bibliotheca Universalis. ISBN:978-3-8365-5630-9.
- Prina, Francesca; Demaratini, Demartini (2006). Petite encyclopédie de l'architecture (بالفرنسية). Solar. ISBN:2-263-04096-X. Archived from the original on 2022-04-22.
- Hopkins, Owen (2014). Les styles en architecture- guide visuel (بالفرنسية). Dunod. ISBN:978-2-10-070689-1.
- De Bure, Gilles (2015). Architecture contemporaine- le guide (بالفرنسية). Flammarion. ISBN:978-2-08-134385-6.

## روابط خارجية
- Rndrd - a website documenting un-built 20th century architectural concept art